# Volta a Cuba
A Volta a Cuba, é uma corrida ciclística por etapas que se disputa em Cuba durante o mês de fevereiro. Criada em 1964, passou a fazer parte do UCI America Tour em 2005 com a categoria 2.2.
Desde o seu início, foi variando entre 11 e 15 a quantidade de etapas. A partir do seu reinicio do ano 2000, em todas as edições se disputou em 13, sendo a edição mais longa a de 1968 com 2 167 km e a mais curta a primeira com 1 180 km.
Das 35 edições, 28 têm sido vencidas por ciclistas cubanos e 7 por estrangeiros, sendo o primeiro em consegui-lo o polaco Henry Kowalsky em 1967 e o último o canadiano Svein Tuft em 2007.
Ao longo da sua história, a concorrência tem sido suspendida em várias oportunidades. A primeira vez foi em 1970 e depois em 1974 e 1982. A suspensão mais longa que sofreu foi desde 1991 a 1999 e nos últimos anos (2011-2013), também foi suspensa por reordenamento e motivos económicos.

## Palmarés
| Ed.  | Ano  | Km   | Ganhador             | Segundo                  | Terceiro            |
| ---- | ---- | ---- | -------------------- | ------------------------ | ------------------- |
| 1.ª  | 1964 | 1180 | Sergio Martínez      | León Herr                | Alberto Padilla     |
| 2.ª  | 1965 | 1641 | Rodolfo Noriega      | Sergio Martínez          | León Herr           |
| 3.ª  | 1966 | 1855 | Sergio Martínez      | León Herr                | Orlando Páez        |
| 4.ª  | 1967 | 2078 | Henry Kowalsky       | Alejandro Oropesa        | Sergio Martínez     |
| 5.ª  | 1968 | 2167 | Sergio Martínez      | Agustín Alcántara        | Raúl Vázquez        |
| 6.ª  | 1969 | 1456 | Sergio Martínez      | Radamés Treviño          | Roberto Menéndez    |
| 7.ª  | 1971 | 1849 | Raúl Vázquez         | Aldo Arencibia           | Cecilio López       |
| 8.ª  | 1972 | 1754 | Aldo Arencibia       | Raúl Vázquez             | Sergio Martínez     |
| 9.ª  | 1973 | 1566 | Leonardo Hernández   | Mario Pujol              | Aldo Arencibia      |
| 10.ª | 1975 | 1367 | Carlos Cardet        | Rodolfo Vitela           | Aldo Arencibia      |
| 11.ª | 1976 | 1446 | Aldo Arencibia       | Abelardo Ríos            | Rodrigo Vanegas     |
| 12.ª | 1977 | 1816 | Carlos Cardet        | Alexander Averin         | Aldo Arencibia      |
| 13.ª | 1978 | 1643 | Sergéi Sujoruchenkov | Aldo Arencibia           | Carlos Cardet       |
| 14.ª | 1979 | 1554 | Carlos Cardet        | Jorge A. Pérez           | Luis Sánchez        |
| 15.ª | 1980 | 1774 | Aldo Arencibia       | Jorge A. Pérez           | Sergei Morozov      |
| 16.ª | 1981 | 1867 | Jorge A. Pérez       | Cristóbal Pérez          | Eduardo Alonso      |
| 17.ª | 1983 | 1777 | Olaft Jentzsch       | Hardí Groeger            | Eduardo Alonso      |
| 18.ª | 1984 | 1754 | Eduardo Alonso       | Viktor Demidenko         | Lotar Lotzch        |
| 19.ª | 1985 | 1862 | Alexander Sinoviev   | Eduardo Alonso           | Hardí Groeger       |
| 20.ª | 1986 | 1919 | Eduardo Alonso       | Dan Radtke               | Oleg Yarochenko     |
| 21.ª | 1987 | 1751 | Eduardo Alonso       | Roberto Rodríguez        | Ivan Ivanov         |
| 22.ª | 1988 | 1694 | Eduardo Alonso       | Eduardo Cruz             | Olaf Jentzsch       |
| 23.ª | 1989 | 1890 | Eduardo Alonso       | Djamolidine Abdoujaparov | Stephan Gottschling |
| 24.ª | 1990 | 1772 | Eduardo Alonso       | Heriberto Rodríguez      | Israel Torres       |
| 25.ª | 2000 | 2052 | Pedro Pablo Pérez    | Omar Pumar               | Albin Tabares       |
| 26.ª | 2001 | 1996 | Pedro Pablo Pérez    | Luis Romero Amaran       | Rolando Basulto     |
| 27.ª | 2002 | 1888 | Filippo Pozzato      | Bernhard Eisel           | Pedro Pablo Pérez   |
| 28.ª | 2003 | 1921 | Todd Herriot         | Eliécer Valdés           | Maxim Gourov        |
| 29.ª | 2004 | 2006 | Pedro Pablo Pérez    | José Isidro Chacón       | Damián Martínez     |
| 30.ª | 2005 | 1853 | Damier Martínez      | Luis Romero Amaran       | César Salazar       |
| 31.ª | 2006 | 1864 | Pedro Pablo Pérez    | Matija Kvasina           | Franklin Chacón     |
| 32.ª | 2007 | 1881 | Svein Tuft           | Pedro Pablo Pérez        | Carlos José Ochoa   |
| 33.ª | 2008 | 1800 | Pedro Pablo Pérez    | Raul Granjel             | Yenier López        |
| 34.ª | 2009 | 1763 | Arnold Alcolea       | François Parisien        | Manuel Medina       |
| 35.ª | 2010 | 1788 | Arnold Alcolea       | José Alarcón             | Yenier López        |

### Vitórias individuais
| Ciclista          | Vitórias | Anos                               |
| ----------------- | -------- | ---------------------------------- |
| Eduardo Alonso    | 6        | 1984, 1986, 1987, 1988, 1989, 1990 |
| Pedro Pablo Pérez | 5        | 2000, 2001, 2004, 2006, 2008       |
| Sergio Martínez   | 4        | 1964, 1966, 1968, 1969             |
| Aldo Arencibia    | 3        | 1972, 1976, 1980                   |
| Carlos Cardet     | 3        | 1975, 1977, 1979                   |
| Arnold Alcolea    | 2        | 2009, 2010                         |

## Palmarés por países
| País              | Vitórias |
| ----------------- | -------- |
| Cuba              | 28       |
| União Soviética   | 2        |
| Estados Unidos    | 1        |
| Itália            | 1        |
| Canadá            | 1        |
| Alemanha Oriental | 1        |
| Polónia           | 1        |